# Pseudogarypus bicornis
Espèce
Synonymes
- Garypus bicornis Banks, 1895
- Cerogarypus agassizi Jacot, 1938

Pseudogarypus bicornis est une espèce de pseudoscorpions de la famille des Pseudogarypidae.

## Distribution
Cette espèce est endémique des États-Unis. Elle se rencontre au Wyoming, au Colorado, en Utah, en Arizona, en Californie, en Oregon, en Idaho et au Washington.

## Description
Les mâles mesurent de 2,23 à 2,96 mm et les femelles de 2,61 à 3,25 mm.

## Publication originale
- Banks, 1895 : Notes on the Pseudoscorpionida. Journal of the New York Entomological Society, vol. 3, p. 1-13 (texte intégral).